# Triplophos hemingi
Triplophos hemingi es un pez que pertenece a la familia Gonostomatidae. Esta especie habita en las profundidades del Océano Atlántico y mide aproximadamente 36 centímetros.
Fue reconocida por primera vez en 1901 por Andrew F. McArdle.